# Syagrus vermicularis
Syagrus vermicularis là loài thực vật có hoa thuộc họ Arecaceae. Loài này được Noblick mô tả khoa học đầu tiên năm 2004.